# Nasrin Oryakhil
Nasrin Oryakhil (Kabul, 1964) és una ministra, ginecòloga i obstetrícia afganesa. Ha guanyat premis pel seu activisme i el 2015 va ser nomenada ministra.

## Biografia
Oryakhil va néixer el 1964 a Kabul. És ginecòloga i obstetra, i des de 2004 ha estat la directora de l'Hospital de Maternitat Malalai de Kabul, a l'Afganistan. En aquest hospital hi va fundar la primera clínica de reparació de fístula a l'Afganistan. És la presidenta de la ONG Associació de Salut i Família Afgana, i membre de la Xarxa de Dones Afganes, així com part del grup encarregat de crear el Consell Mèdic de l'Afganistan. També va donar suport a la creació de la Afghan Midwives Association.
Va rebre l'any 2014 Premi Internacional Dona Coratge.
L'any 2015 va ser nomenada ministra de Treball de l'Afganistan. Va ser una de les quatre dones, d'entre els setze que es van afegir al govern d'Ashraf Ghani d'unitat nacional. Altres candidats es van haver de retirar i convenia que els que es van afegir no tinguessin doble nacionalitat. El 12 de novembre de 2016, va ser retirada de l'oficina pel parlament afganès.